# مقاطعة مونو (كاليفورنيا)
مقاطعة مونو (بالإنجليزية: Mono County)‏ هي إحدى مقاطعات ولاية كاليفورنيا في الولايات المتحدة الأمريكية.